# Jules Quicherat

'Jules Quicherat (Paris, 13 de outubro de 1814 — Paris, 8 de abril de 1882) foi um historiador e arqueólogo francês. 

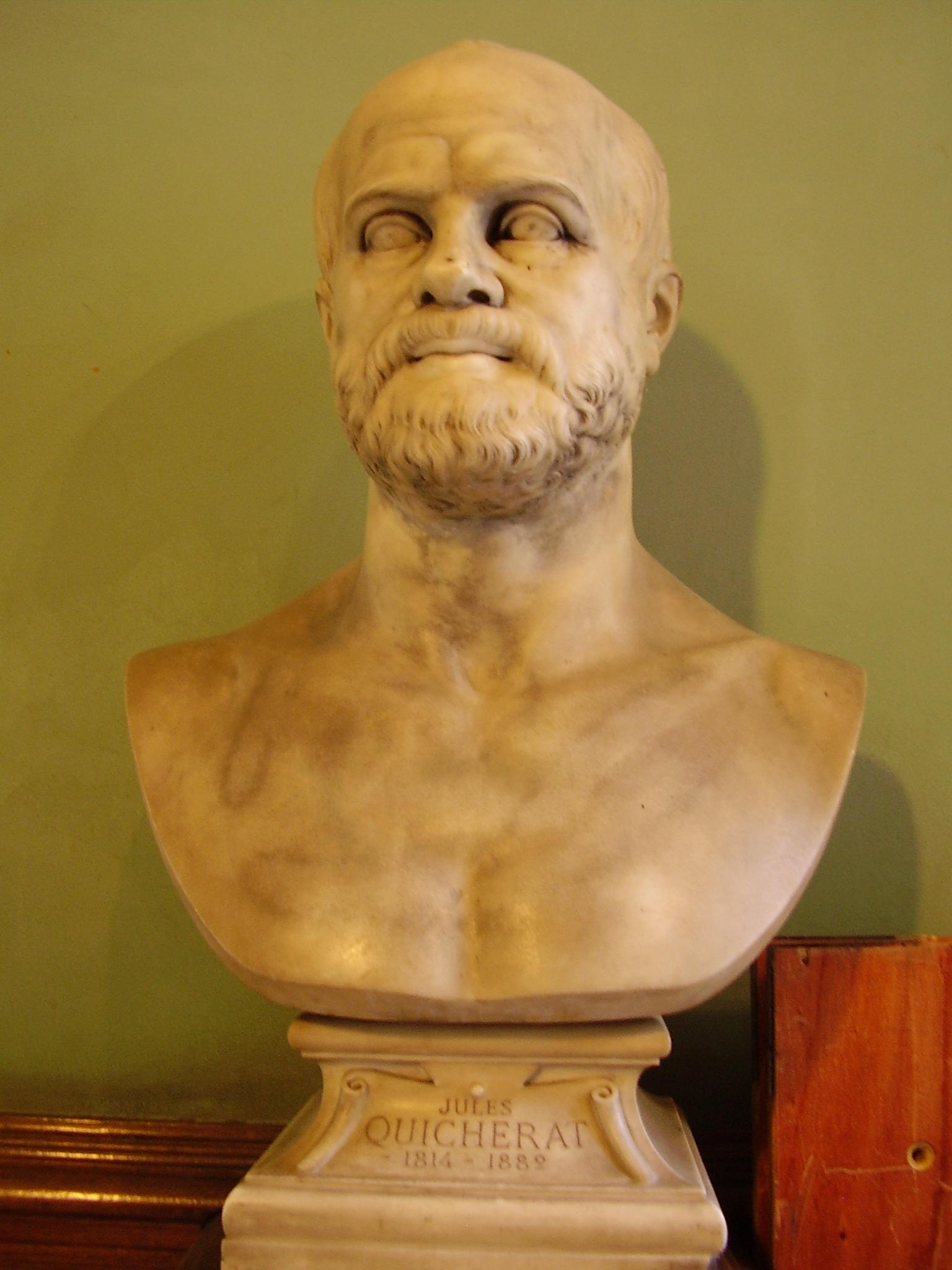
Busto de Jules Quicherat na École des chartes

Jules Étienne Joseph Quicherat, nascido em Paris a 13 de Outubro de 1814 e falecido na mesma cidade a 8 de Abril de 1882, foi um historiador e arqueólogo francês, conhecido pela edição do Procès de condamnation et de réhabilitation de Jeanne d'Arc (5 vol., 1841-1849) e por ser considerado um dos pioneiros do estudo da arqueologia em França. Irmão do latinista Louis Marie Quicherat.

## Carreira
Estudou no Collège Sainte-Barbe, onde recebeu uma educação clássica, escrevendo mais tarde uma história da escola em três volumes. Em 1835, ingressou na École des chartes em 1834, obtendo o título de arquivista paleográfico, e depois foi trabalhar para a Bibliothèque Royale. Em 1847 inaugurou um curso de arqueologia na École des chartes, sendo mais tarde nomeado professor de arqueologia medieval e assumindo também em 1849 o cargo de professor de diplomática daquela escola, que dirigiu desde 1871 até à sua morte. Perto do fim da sua vida, começou a transcrever as aulas de arqueologia, que foram publicadas postumamente.

## Obras
- Procès de condamnation et de réhabilitation de Jeanne d'Arc (5 vol. 1841-1849)
- Aperçus nouveaux sur l'histoire de Jeanne d'Arc (1850)
- Thomas Basin (1855-1859)
- L'Alésia de César rendue à la Franche-Comté (1857)
- Histoire de sainte Barbe (1860-1864)
- De la formation française des anciens noms de lieu (1868)
- Histoire du costume en France (1875)
- Rodrigue de Villandrando (1879)
- Mélanges d'archéologie et d'histoire (1885-1886), póstumo.